# Сангіта Фогат
Сангіта Фогат (англ. Sangeeta Phogat; 5 березня 1998, село Балалі, округ Чархі-Дадрі, штат Хар'яна) — індійська борчиня вільного стилю, бронзова призерка чемпіонату Азії, срібна призерка чемпіонату Співдружності, срібна призерка чемпіонату Азії серед кадетів.

## Життєпис
Народилася 5 березня 1998 року в селі Балалі, штат Хар'яна. Сангіта Фогат почала свою борцівську кар'єру в Pro Wrestling League, коли вона представляла «Delhi Sultans». Була срібною призеркою Чемпіонату Індії. Виграла золоту медаль на Національному чемпіонаті 2021 року в штаті Уттар-Прадеш.

### Родина
Рідна сестра призерок чемпіонатів світу і Азії Гіти Фогат, Ріту Фогат та Бабіти Кумарі. Двоюрідна сестра срібної призерки Азії Пріянки Фогат та призерки чемпіонатів світу та Азії Вінеш Фогат. Сангіта — наймолодша із сестер Фогат. Після смерті батька Вінеш і Пріянки, його брат Махавір Сінгх Фогат, батько Ріту, Гіти і Бабіти виховав племінниць разом зі своїми доньками. Він же є тренером всіх шістьох дівчат. Згодом батько став тренером олімпійської збірної Індії з боротьби. Мати Дая Каур — домогосподарка.
У листопаді 2020 вийшла заміж за борця Баджранга Пунію. Баджранг — срібний та дворазовий бронзовий призер чемпіонатів світу, дворазовий чемпіон, триразовий срібний та дворазовий бронзовий призер чемпіонатів Азії, дворазовий чемпіон та срібний призер Азійських ігор, дворазовий чемпіон Співдружності, чемпіон та срібний призер Ігор Співдружності, бронзовий призер Азійських ігор, бронзовий призер Олімпійських ігор.

## Спортивні результати на міжнародних змаганнях

### Виступи на Чемпіонатах світу
| Змагання                        | Збірна | Вагова категорія          | Місце |
| ------------------------------- | ------ | ------------------------- | ----- |
| Чемпіонат світу з боротьби 2021 | Індія  | жіноча боротьба, до 62 кг | 10    |

### Виступи на Чемпіонатах Азії
| Змагання                       | Збірна | Вагова категорія          | Місце  |
| ------------------------------ | ------ | ------------------------- | ------ |
| Чемпіонат Азії з боротьби 2018 | Індія  | жіноча боротьба, до 59 кг | Бронза |

### Виступи на інших змаганнях
| Змагання                                | Збірна | Вагова категорія          | Місце  |
| --------------------------------------- | ------ | ------------------------- | ------ |
| Чемпіонат Співдружності з боротьби 2017 | Індія  | жіноча боротьба, до 57 кг | Срібло |
| Турнір Яшара Догу 2022                  | Індія  | жіноча боротьба, до 62 кг | 21     |

### Виступи на змаганнях молодших вікових груп
| Змагання                                      | Збірна | Вагова категорія          | Місце  |
| --------------------------------------------- | ------ | ------------------------- | ------ |
| Чемпіонат Азії з боротьби серед кадетів 2014  | Індія  | жіноча боротьба, до 56 кг | Срібло |
| Чемпіонат світу з боротьби серед кадетів 2014 | Індія  | жіноча боротьба, до 56 кг | 10     |
| Чемпіонат світу з боротьби серед молоді 2017  | Індія  | жіноча боротьба, до 58 кг | 8      |
| Чемпіонат Азії з боротьби серед юніорів 2018  | Індія  | жіноча боротьба, до 59 кг | 5      |